# Gennaro Parise
Gennaro Parise (Nàpols, finals del segle xviii - després de 1851) fou un compositor italià. Estudià amb el seu pare, el qual era un músic distingit, i fou successivament mestre de capella de la catedral de Nàpols i de les esglésies de San Domenico Maggiore i dels Jerònims de la mateixa ciutat. Deixà nombroses composicions, especialment misses, unes amb acompanyament d'orquestra, altres alla Palestrina, vespres, salms, Deixit, Credo, introits, graduals, ofertoris, seqüències, himnes, Miserere, villancets, lamentacions, dues Salve Regina, Te Deum, lletanies i una cantata.